# 이중부정
이중 부정(二重否定)은  언어학이나 논리학에서 '한 문장이나 문구에서 부정어가 두 번 사용되어 내용적으로 긍정이 되는 부정법'을 가리킨다. 이러한 이중부정의 방법은 한 번 부정한 것을 다시 한번 부정하여 긍정을 나타내는 논리식의  중요한 형식중 하나이다.  기호로는 Double Negation의 약자인 DN 이다

## 예
다음은 'A이면 B이다' 의 추론형식을 사용하기 위해 이중부정 논리기호를 도입하는 유도과정이다.
(대전제) A이면 B가 아니다.  {\displaystyle (A\to \neg B)}
(소전제) B이다.           {\displaystyle (B)}
(대전제) A이면 B가 아니다.  {\displaystyle (A\to \neg B)}
(소전제) B가 아니지 않다.   {\displaystyle (\neg \neg B)}
(대전제) A이면 B이다.     {\displaystyle (A\to B)}
(소전제) B가 아니다.      {\displaystyle (\neg B)}

## 같이 보기
- 드 모르간의 법칙
- 기호논리학